# 川鄂蟹甲草
川鄂蟹甲草（学名：Parasenecio vespertilio）为菊科蟹甲草属的植物，是中国的特有植物。分布在中国大陆的四川、湖北等地，生长于海拔1,200米至2,350米的地区，多生于山地林缘及沟边阴湿处，目前尚未由人工引种栽培。

## 别名
蝙蝠蟹甲草（湖北植物大全）

## 异名
- Cacalia vespertilio (Franch.) Hand.-Mazz.